# Milena Milani

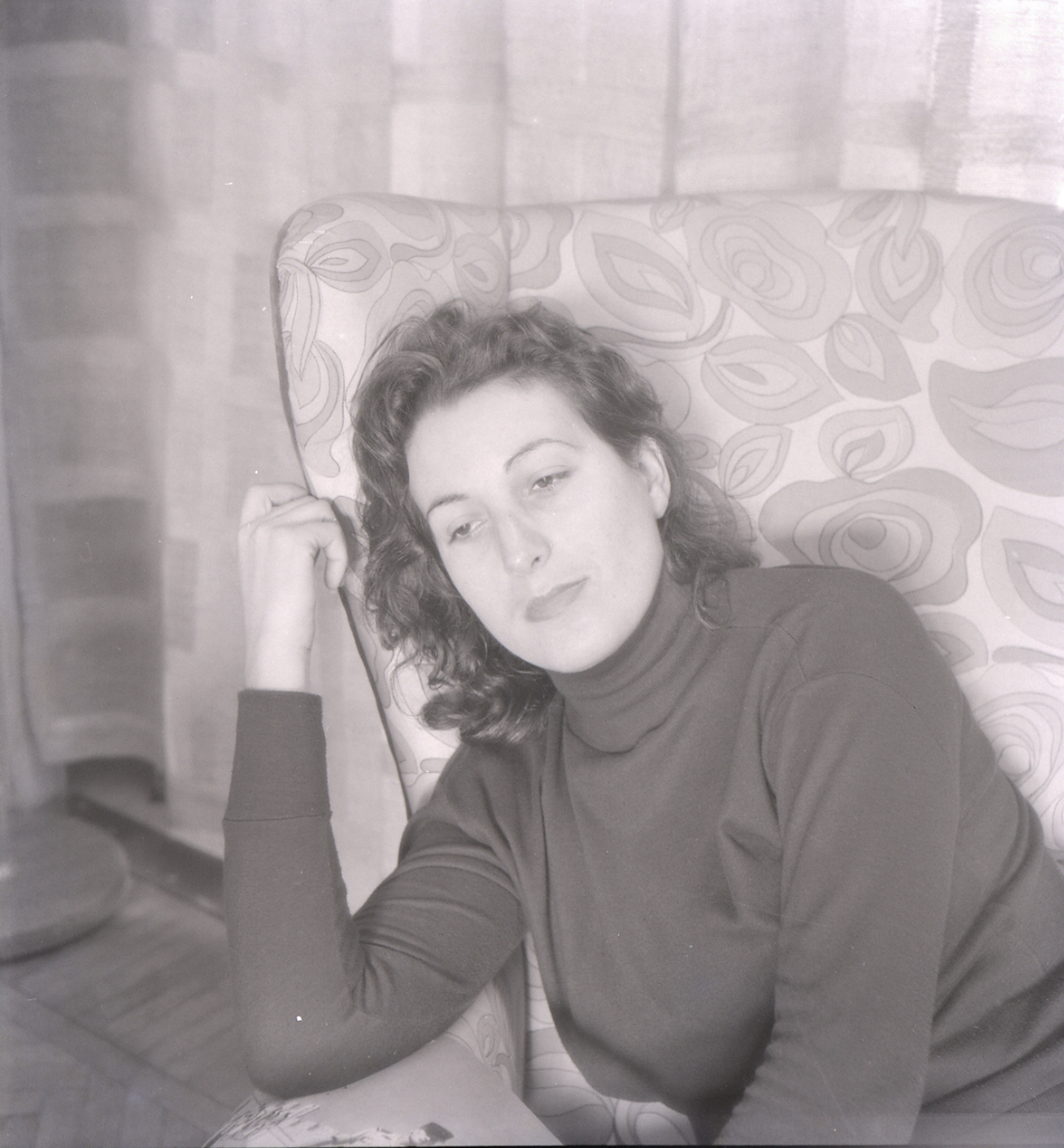
Milena Milani fotografiert von Paolo Monti, 1963

Milena Milani (* 24. Dezember 1917 in Savona, Ligurien, Italien; † 9. Juli 2013 ebenda) war eine italienische Künstlerin, Autorin und Journalistin.

## Leben

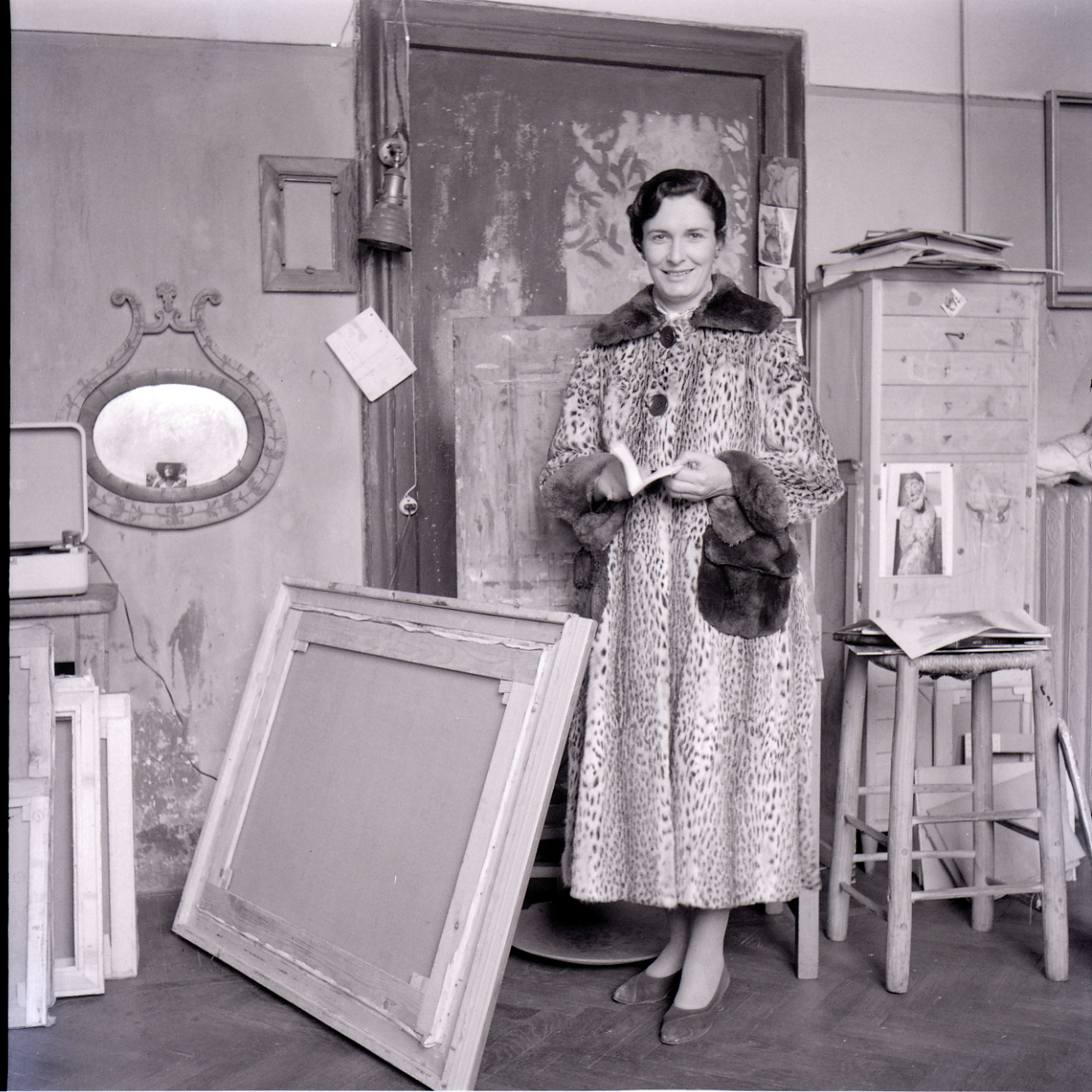
Milena Milani in 1982 fotografiert von Paolo Monti (Fondo Paolo Monti, BEIC).

Milani wurde als Tochter eines Eisenbahners geboren. Sie besuchte die Universität La Sapienza in Rom und trug mit neunzehn Jahren ihre Dichtungen bei den faschistischen Littorali der Künste des Jahres 1941 in Sanremo vor. Sie veröffentlichte Berichte über die Künste im Kriege und das Leben der deutschen Studentinnen in der Zeitschrift der faschistischen Universitätsjugend Gruppo Universitario Fascista (GUF) Roma Fascista.
Nach dem Zweiten Weltkrieg arbeitete sie in den Jahren 1946 bis 1963 mit dem italienischen Künstler und Galeristen Carlo Cardazzo bis zu dessen Tod in seiner Galleria del Naviglio in Mailand zusammen. Sie wurde ein Teil der Bewegung des Spazialismo, die von Lucio Fontana initiiert wurde. Sie unterschrieb alle Manifeste des Spazialismo und beteiligt sich mit ihren eigenen Werken und Schriften an den wichtigsten Ausstellungen der Gruppe zu der neben Fontana und Cardazzo auch Künstler wie Roberto Crippa und Gianni Dova gehören. Sie selbst stellte ihre Werke ab 1965 in den verschiedensten Galerien in Italien aus.

## Veröffentlichungen
Milanis Roman La ragazza die nome Giulio (Ein Mädchen namens Julius), der 1964 erschien, verursachte einen Skandal in Italien. Das Buch sollte beschlagnahmt werden. Die Autorin wurde wegen Verstoßes gegen die allgemeinen guten Sitten angeklagt und zu 6 Monaten Gefängnis und zu einer Strafzahlung von mehreren Hunderttausend Lire verurteilt. Viele Intellektuelle des Landes setzten sich für die Autorin ein, unter anderen Giuseppe Ungaretti. Der Prozess in der Berufungsverhandlung endete 1967 mit Freispruch. Ihr weiteres Buch Io donna e gli altri (Ich und die anderen) erschien 1983 bei Longanesi.

## Werke
- La ragazza di nome Giulio. Longanesi, Mailand 1964.
  - Ein Mädchen namens Julius, aus dem Italienischen von Brigitte Großmann. Stahlberg Verlag, Karlsruhe 1967.[2]
- Storia di Anna Drei, 1947. engl.: The Story of Anna Drei, Hutchinson, London 1970, ISBN 0-091036208.
- Emilia sulla diga. Mondadori, Milnd 1954.
- Io donna  e gli altri. Longonesi, Mailand 1972.
- Soltanto amore. Rusconi, Milano 1976.
- Diana. Il falco, Mailand 1977.
- La rossa di Via Tadino. Rusconi, Milano 1979.
- Mi sono innamorata a Mosca, Rusconi, Milano 1980.
- Neuauflage: Io donna e gli altri. Longanesi, Mailand 1983.
- L'angelo nero e altri ricordi, 2. Auflage. Rusconi, Milano 1984.

Übersetzung
- Sguardi sul passato/Wassily Kandinsky, Edizione del Cavallino, Venezia 1962

## Film
- 1970: La ragazza di nome Giulio, Regie: Tonino Valerii.